# Ковила біля села Григорівка
Ковила́ бі́ля села́ Григо́рівка — ботанічний заказник місцевого значення. Розташований в Бахмутському районі Донецької області біля села Григорівка. Статус заказника присвоєно рішенням обласної ради н.д. від 25 березня 1995 року. Площа — 100 га. Флористичний склад включає близько 400 видів рослин, із яких 15 видів, занесені до Червоної книги України — бурачок голоножковий, двурядка крейдяна, оносма донська, шоломниця крейдяна, тонконіг Талієва.